# Foire aux oignons de Berne

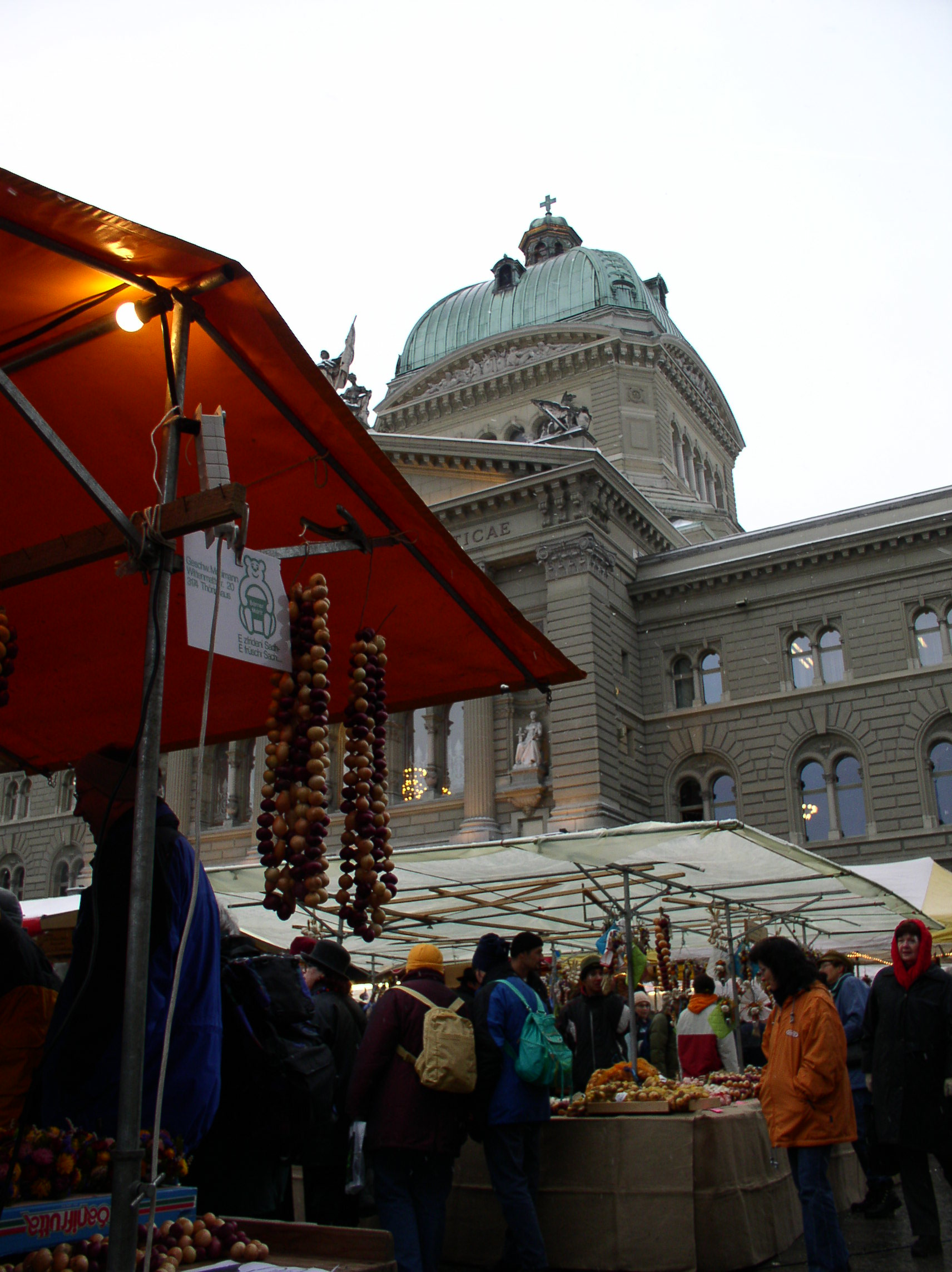
Le marché, devant le Palais fédéral.

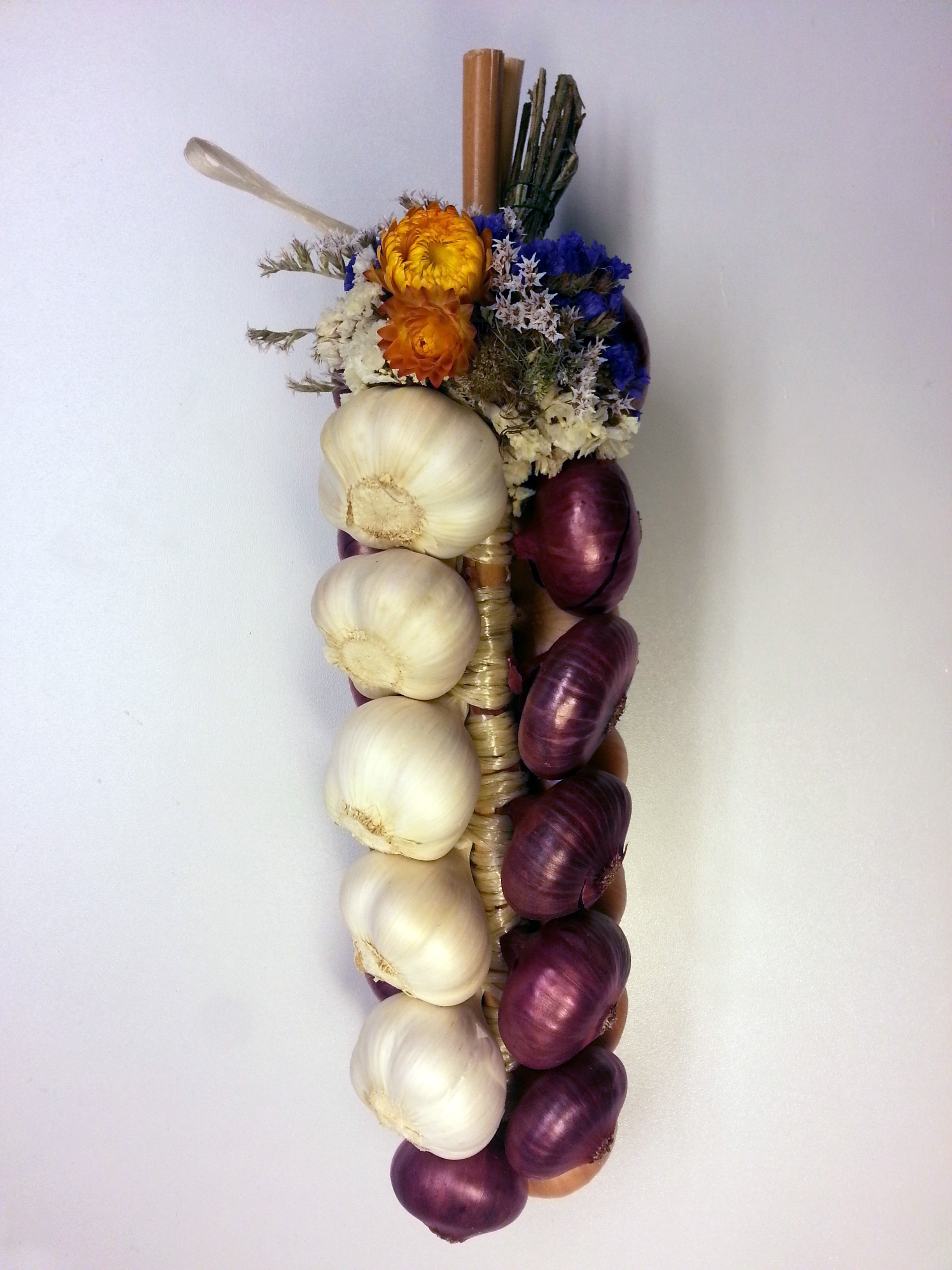
Une tresse d’oignons du Zibelemärit.

La Foire aux oignons de Berne (Zibelemärit en dialecte bernois) est une fête traditionnelle qui se tient chaque année au centre de la ville de Berne, le quatrième lundi de novembre. On y achète et consomme des spécialités locales à base d'oignons, présentés sous forme de tresses. 
Il se tient dans la vieille ville entre la Hauptgasse et la Nebengasse, ainsi que sur la Waisenhausplatz et la place Fédérale.
Les producteurs viennent principalement de la région du Mont Vully et du Seeland mais aussi de la région autour de Berne. Le marché ouvre aux alentours de trois ou quatre heures du matin, et se conclut à seize heures par une bataille de confettis puis par des soirées familiales ou amicales. Dans les salles des restaurants, on mange des plats à l'oignon (soupes, gâteaux). Des groupes folkloriques masqués, les Zibelegringe, animent la soirée.

## Historique
Les origines de cette fête sont incertaines, il y a plusieurs théories :
Le marché aux oignons remonterait à 1405, année durant laquelle la ville de Berne brûla dans sa quasi-totalité. En remerciement aux paysans fribourgeois qui vinrent aider à éteindre l'incendie, les autorités bernoises autorisèrent leurs voisins à venir vendre leurs oignons une fois par année.
La date de 1439 est attestée. Cette année deux foires aux oignons sont instituées : une en mi-mai et une en novembre. Celle de novembre coïncide avec la fête de la Saint-Martin, le 11 novembre, et dure alors 15 jours. Le Zibelemärit serait une survivance de cette foire automnale. En effet, en 1728 l'ouverture de la foire est avancée d'un jour et constitue peut-être l'origine du Zibelemärit et ce n'est que vers 1850 que l'on mentionne cette tradition comme fête populaire annuelle.

## Autres marchés aux oignons régionaux
- Aarberg
- Bienne
- Nidau